# Edmond Audran

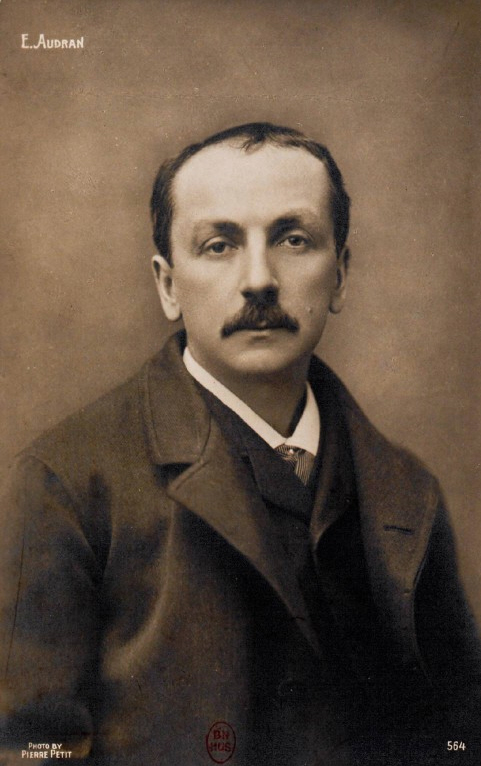
Edmond Audran

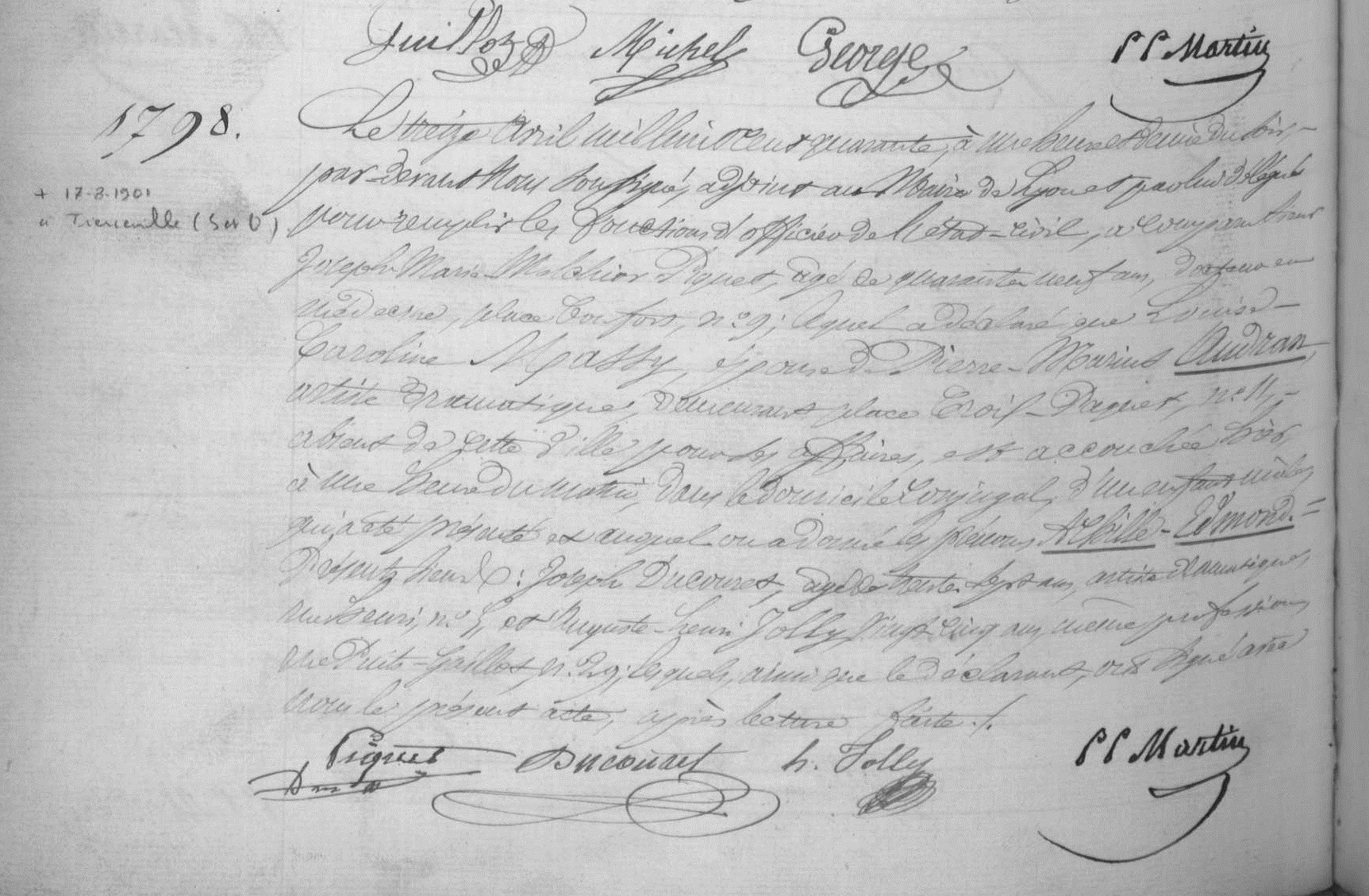
Edmond Audran – die Registrierung der Geburtsurkunde

Edmond Audran (* 12. April 1840 in Lyon, Département Rhône; † 17. August 1901 in Tierceville, Département Calvados) war ein französischer Organist und erfolgreicher Operetten-Komponist.

## Leben
Audran stammte aus einer musikalischen Familie und war ein Sohn des Sängers Marius Pierre Audran (1816–1887). Er erhielt in Paris eine fundierte Ausbildung, zu seinen Lehrern zählte unter anderen Camille Saint-Saëns; u. a. war er Schüler an der École Niedermeyer.
1861 ging er zunächst nach Marseille, wohin seine Familie inzwischen verzogen war, und wirkte dort als Organist von St. Joseph. Auch als Komponist befasste er sich zu dieser Zeit noch nahezu ausschließlich mit geistlicher Musik, erst nach und nach wandte er sich auch weltlichen Werken zu. Durch einen Freund der Familie, dem Schriftsteller Henri Chivot bekam er das Libretto „Der Großmogul“ zur Vertonung und 1867 erlebte dieses Theaterstück seine Uraufführung am Théâtre du Gymnase.
Erst in den 1860er Jahren wurden erste Bühnenwerke zur Aufführung gebracht, zunächst in Marseille, später auch in Paris. Ende der 1870er Jahre setzten sich seine Werke schließlich auch in der französischen Hauptstadt durch. Er nahm ab 1879 jetzt auch in Paris seinen Wohnsitz und widmete sich ganz der Operette. Viele seiner Werke hatten in Paris und auch darüber hinaus großen Erfolg. Edmond Audran schrieb 38 Opern und Operetten, von denen La Poupee (1896) auch nach Deutschland kam.

## Werke (Auswahl)
- La Chercheuse d’esprit. 1864.
- Der Großmogul („Le Grand Mogol“). 1877.
- Les Noces d’Olivette. 1879.
- Der Glücksengel („La Mascotte“). 1880.
- Gilette von Narbonne („Gillette de Narbonne“). 1882.
- Les Pommes d’or. 1883.
- La Dormeuse éveillée. 1883.
- Der Liebesschwur („Serment d’amour“). 1886.
- Ameise und Grille („La Cigale et la fourmi“). 1886.
- La Fiancée des verts poteaux. 1887.
- Le Puits qui parle. 1888.
- La Petite Fronde. 1888.
- La Fille à Cacolet. 1889.
- L’Œuf rouge. 1890.
- Miss Helyett. 1890.
- L’Oncle Célestin. 1891.
- Article de Paris. 1892.
- La Sainte Freya. 1892.
- Madame Suzette. 1893.
- Mon Prince. 1893.
- L’Enlèvement de la Toledad. 1894.
- La Duchesse de Ferrare. 1895.
- Die Puppe („La poupée“). 1896.
- Monsieur Lohengrin. 1896.
- Les Petites femmes. 1897.
- Les Sœurs Gaudichard. 1898.